# II bitwa pod Bedriacum
II bitwa pod Bedriacum – drugie starcie zbrojne, które miało miejsce w roku 69 n.e. w czasie wojny domowej w Imperium Rzymskim (tak zwany rok czterech cesarzy).
W połowie roku 69 n.e. naczelny wódz armii wschodniej Tytus Flawiusz Wespazjan przygotował plan kampanii przeciwko Witeliuszowi. Wespazjana wsparły wkrótce legiony naddunajskie, które pod wodzą legata Marka Antoniusza Primusa skierowały się do Italii, nie czekając na wsparcie sił Wespazjana. Łącznie wraz z posiłkami armia Primusa liczyła 50 000 ludzi, którzy obrali kurs na Rzym. Naprzeciwko tych sił Witeliusz wysłał oddziały pod dowództwem Cecyny. Wojska Cecyny w liczbie 50 000–60 000 ludzi obrały kurs na północ, zajmując pozycję obronną na linii Padu w okolicy Cremony. Pod Cremoną Cecynę na stanowisku dowódczym zastąpił Fabiusz Fabullus. Tymczasem Primus zajął Weronę, po czym obrał kurs na Cremonę. W rejonie Bedriacum koło Cremony wojska Witeliusza wsparte posiłkami natarły na armię Primusa. Oddział pod wodzą Arriusza Warusa odparł jednak ten atak, zadając przeciwnikom spore straty. Za chwilę wojska Witeliusza wsparte nowymi oddziałami ponowiły atak, spychając tym razem żołnierzy Warusa. Równocześnie doszło do starcia w centrum – tutaj Antoniusz Primus skutecznie odpierał ataki sił Witeliusza. Pod wieczór w rejon pola bitwy dotarły kolejne oddziały Wespazjana. Zebrawszy nowe wojska Primus zajął pozycje wzdłuż drogi, oczekując nadchodzącego przeciwnika. Do starcia doszło w nocy, a obie strony walczyły zaciekle, zadając sobie ogromne straty. W starciu padł m.in. Arriusz Warus, który do końca walczył o uratowanie orła legionowego. Zacięta bitwa trwała kilka godzin. Rankiem siły Witeliusza zaczęły słabnąć, ulegając ostatecznie przeciwnikowi. 
Po rozbiciu legionów Witeliusza, Primus ruszył na Cremonę, chronioną przez pomocnicze oddziały germańskich sprzymierzeńców Witeliusza. Tutaj doszło do szturmu na fortyfikacje germańskie. W wyniku zaciętej walki, żołnierze Wespazjana wdarli się za wały rozbijając przeciwnika. Miasto poddało się, jednak zwycięzcy nie uszanowali kapitulacji dokonując masakry mieszkańców. 
Dzięki zwycięstwu pod Cremoną, na stronę Wespazjana przeszły liczne oddziały wojskowe. W tej sytuacji Witeliusz zgodził się na kapitulację i oddanie władzy. Z porażką nie pogodzili się jednak pretorianie, którzy zajęli Kapitol zabijając m.in. Flawiusza Sabinusa. Wkrótce też doszło do walk w Rzymie pomiędzy wojskami Primusa a pretorianami. Wojska Primusa odniosły w tej walce zwycięstwo, zajmując miasto. Próbującego uciekać w przebraniu Witeliusza pochwycono i zamęczono u podnóża Schodów Germońskich. Po śmierci Witeliusza w mieście doszło do kilkudniowych rabunków. Po wybraniu na cesarza Wespazjana i wejściu do Rzymu legionów Mucjanusa, sytuacja uspokoiła się. Zajęcie Rzymu zakończyło wojnę domową w 69 roku.